# Spelobia pseudosetaria
Spelobia pseudosetaria är en tvåvingeart som först beskrevs av Oswald Duda 1918.  Spelobia pseudosetaria ingår i släktet Spelobia och familjen hoppflugor. Arten är reproducerande i Sverige. Inga underarter finns listade i Catalogue of Life.